# 木碱蓬
木碱蓬（学名：Suaeda dendroides）是苋科碱蓬属的植物。分布在高加索、中亚以及中国大陆的新疆等地，生长于海拔1,000米至1,700米的地区，多生于石质山坡或荒漠，目前尚未由人工引种栽培。